# К'єльд Кірк Крістіансен
К'єльд Кірк Крістіансен ( дан. Kjeld Kirk Kristiansen) (27 грудня 1947) - син і друга дитина Готфріда Кірка Крістіансена і колишній генеральний директор Lego Group (1979-2004). Згідно з Bloomberg Billionaires Index, Крістіансен є третім найбагатшим датчанином із статками 7,92 мільярда доларів США станом на березень 2025 року . Він є онуком засновника Lego Оле Кірка Крістіансена.

## Біографія
К'єльд Кірк Крістіансен народився 27 грудня 1947 року в місті Біллунн, Данія. Його батько, Готфрід Кірк Крістіансен працював разом зі своїм дідом, Оле Кірком Крістіансеном у сімейному бізнесі: LEGO. Коли вона була дитиною, її часто надихали нові концепції моделей LEGO для їхньої компанії. Також він з'являвся на різних маркетингових матеріалах та обкладинках компанії LEGO.
Крістіансен закінчив Орхуський університет зі ступенем бакалавра. У 1972 році він отримав ступінь MBA в Міжнародному інституті розвитку менеджменту в Швейцарії 
У 1979 К'єльд став президентом і генеральним директором Lego Group. Він ввів серії наборів LEGO , мініфігурки, сайт LEGO.com, Lego Mindstorms та ліцензовані властивості.
У 2004 році він пішов з посади президента та генерального директора, щоб зосередитися на своїй ролі власника групи Lego та віце-голови правління, зберігаючи при цьому свою роль голови правління KIRKBI A/S, Lego Holding A/S та Lego Foundation . Lego є приватною особою і контролюється родиною Крістіансен та їхніми фондами. У 2008 році він був представлений у Національній залі слави іграшок .
В даний час К'єльд та його дружина Камілла досі живуть у Данії, виховуючи трьох дітей та двох онуків.

### Сім'я
Одружений з Камілле Кірк Крістіансен. Пара має трьох дітей:
- Дочка Софі (нар. 1976). Займається бізнесом, має плантацію у селі Клелунд. Закінчила Орхуський університет, здобувши ступінь бакалавра етнографії та соціальної антропології. Була одружена з Крістофером Кіар Томсеном з 2005 по 2014 рік. На даний момент мешкає у своєму селі з двома дочками. Вважається однією з найбагатших жінок Данії.
- Син Томас (нар. 1979). Займається бізнесом. Томас має ступінь з маркетингу, закінчив Бізнес-коледж в Орхусі. У 2007 році почав працювати в Lego Group, а в 2016 році став заступником голови правління та головою Фонду LEGO. Також є членом Ради брендів та інновацій Lego Group. Крім цього Томас зі своєю дружиною, Сіне Мерете Кірк Крістіансен, володіє та керує стайнею «Kirk Arabians» у місті Кертемінне.
- Дочка Агнет (нар. 1983). Займається кінним спортом, є учасницею Літніх Олімпійських ігор 2016 року [4]. Закінчила Орхуський університет, де навчалася на факультеті психології [5].

## Нагороди
За свою професійну кар'єру отримав багато нагород.
- Кавалер 1-го класу (офіцера) данського ордена Даннеброг [6]

- 1996: Премія Свободи від Фонду Макса Шмідхейні  [ de], Швейцарія [7]
- 1996: Нагорода «Відмінний сімейний бізнес» від Міжнародного інституту розвитку менеджменту (IMD), Швейцарія [8]
- Моран (піон) відзнака ордена «За громадянські заслуги» від корейського уряду [ потрібна цитата ]
- Нагорода засновника від Діна Камена [ потрібна цитата ]
- 2008: його ввели до Національної зали слави іграшок [3]. Зал слави іграшок був заснований у 1984 році, щоб відзначити людей, які зробили найбільший внесок у індустрію іграшок. У минулому були запрошені Оле Кірк Крістіансен, дід К’єльда та засновник Lego, який був прийнятий у 1989 році.